# Paus Linus
Linus († Rome ca. 76) was volgens de officiële lijst van pausen van het Vaticaan tussen 67 en 76 de tweede paus. Hij wordt beschouwd als de opvolger van Petrus als bisschop van Rome. Ireneüs van Lyon beschouwde Linus als die in 2 Timoteüs 4:21. Tijdens zijn pontificaat werden de eerste vijftien bisschoppen aangesteld. Paus Linus was afkomstig uit de regio Tuscia (nu Toscane).
Eusebius schreef dat Linus twaalf jaar bisschop van Rome is geweest (van ca. 66 tot 78) en zag hem als tweede bisschop die door Petrus als opvolger was benoemd. Ireneüs schreef dat Linus door de apostelen Petrus en Paulus het bisdom overhandigd kreeg. Katholieken vatten dit zo op dat hij de tweede paus was. Oosters-orthodoxen geloven dat hij de eerste bisschop van Rome was tijdens het leven van de apostelen. Augustinus van Hippo zag hem ook als tweede paus, net als Hiëronymus van Stridon en Opatus. Tertullianus beschouwde Clemens als opvolger van Petrus.
Volgens de Liber pontificalis stierf Linus als martelaar. Dit is onwaarschijnlijk, want in de periode 76-78 was geen sprake van christenvervolgingen.
Linus stelde de Griek Anacletus tot zijn opvolger aan.
In de Rooms-Katholieke Kerk wordt hij als een heilige vereerd, met als feestdag 23 september.